# Hexafluorine
L'Hexafluorine est une solution commercialisée par les laboratoires Prevor, préconisée dans le lavage d'urgence de brûlures chimiques par l'acide fluorhydrique. Elle est complémentaire de la Diphoterine.

## Controverse
Le bénéfice réel de l'utilisation de l'Hexafluorine ou de la Diphoterine sur les brûlures chimiques par rapport au lavage à l'eau courante est parfois remis en cause par les experts médicaux,,.